# Fehler pro Million Möglichkeiten
Fehler pro Million Möglichkeiten (englisch defects per million opportunities, abgekürzt DPMO, auch nonconformities per million opportunities)  ist eine Maßeinheit für die Fehlerhäufigkeit beispielsweise bei industriellen Fertigungsprozessen. Gebräuchlich ist die Maßeinheit bei der Qualitätsmanagementmethode Six Sigma. Sie ist wie folgt festgelegt:
{\displaystyle 1\ {\mbox{DPMO}}={\frac {\mbox{Anzahl Fehler}}{{\frac {\mbox{Anzahl Teile}}{1.000.000}}\times {\mbox{Anzahl Fehlermöglichkeiten pro Teil}}}}}
Im Gegensatz zur Angabe der einfachen Fehlerhäufigkeit (beispielsweise in Millionsteln) bezieht DPMO die Anzahl der Fehlermöglichkeiten pro einzelnem Teil ein. Damit können einfache und komplexe Fertigungsprozesse besser miteinander verglichen werden.

## Beispiele

### Einfache Fehlerhäufigkeit bei Glühlampenfertigung
Wir nehmen vereinfachend an, dass bei der Glühlampenfertigung nur eine Fehlermöglichkeit pro Glühlampe auftritt. Bei einer Fehlerhäufigkeit von 3,4 Millionstel (das entspricht in diesem Fall 3,4 DPMO) kommen auf 1.000.000 gefertigte Glühbirnen 3,4 fehlerhafte Glühbirnen. Unter der Annahme, dass die Fehler statistisch unabhängig voneinander auftreten, entspricht dies einem Abstand zwischen Mittelwert und nächstgelegener Toleranzgrenze in Höhe der sechsfachen statistischen Standardabweichung, die mit dem Symbol σ (sigma) abgekürzt wird. Dieser Wert 6σ ist Ursprung für die Bezeichnung Six Sigma. 

### Elektronikfertigung mit mehrfacher Fehlermöglichkeit
In der ersten Beispielvariante hat ein Bauteil 2 Lötstellen als Fehlerquellen. Ist genau jedes millionste Bauteil fehlerhaft, so errechnet sich folgende Fehlerhäufigkeit: 
{\displaystyle {\frac {1}{{\frac {1.000.000}{1.000.000}}\times 2}}=0,5\ {\mbox{DPMO}}}
In der zweiten Beispielvariante wird auf einer Leiterplatte ein Chip mit 100 Lötstellen bestückt und jede einzelne Lötstelle bildet eine Fehlerquelle. Ist auch hier genau jede millionste Leiterplatte fehlerhaft, so ergibt sich in DPMO eine viel geringere Fehlerhäufigkeit:
{\displaystyle {\frac {1}{{\frac {1.000.000}{1.000.000}}\times 100}}=0,01\ {\mbox{DPMO}}}
In den beiden Beispielvarianten war die Fehlerhäufigkeit des produzierten Bauteils identisch, allerdings ist die Prozessqualität der einzelnen Verlötung im zweiten Beispiel wesentlich besser.

## Verwendung
DPMO wird als Bemessungseinheit im Qualitätsmanagement sowie bei der Geschäftsprozessoptimierung verwendet. Die Faustformel 6 Sigma diente als Namensgebung für die Methode Six Sigma, wobei 3,4 DPMO = 4,5 Sigma.